# Darnewitz
Darnewitz ist ein Ortsteil der Stadt Bismark (Altmark) im Landkreis Stendal in Sachsen-Anhalt und gehört zur Ortschaft Kläden der Stadt Bismark.

## Geographie
Darnewitz, ein kleines Dorf mit Kirche, liegt etwa drei Kilometer nordöstlich von Kläden und 11 Kilometer nordwestlich der Kreisstadt Stendal.

## Geschichte

### Mittelalter bis heute
Im Jahre 1253 wurde ein Engelberto de Dernewitz sacerdos als Zeuge erwähnt.
1370 belehnte Markgraf Otto den Erbküchenmeister Bernhard von der Schulenburg mit Einnahmen in dem dorffe zu dernewitz. Im Landbuch der Mark Brandenburg von 1375 wird das Dorf als Dernewitz aufgeführt. Es umfasste 20 Hufen, von denen eine dem Pfarrer gehörte und eine wüst war. 1410 wurde der Stendaler Bürger Hans Hasselmann mit dorp tho Derneuitze belehnt. Dernewicz wurde erstmals in der Lehnsregistatur für 1412 bis 1424 als wüst bezeichnet.
Auf der Wüstung errichtete der Besitzer des Rittergutes Kläden, Hans Wilhelm von Lattorf, 1752 das Vorwerk Darnewitz.
Östlich des Dorfes am Weg nach Schernikau stand bis ins 20. Jahrhundert eine Windmühle.
Bei der Bodenreform 1945 wurde das Gut enteignet und auf 27 Neubauern aufgeteilt. 9 Neubauern bauten sich im Ort ein neues Haus. Im Jahre 1952 entstand die erste Landwirtschaftliche Produktionsgenossenschaft, die LPG Typ I „Neues Deutschland“.
Bis 1951 gab es nördlich des Dorfes einen Haltepunkt (Bahnhof) an der Bahnstrecke Peulingen–Bismark.
Im Jahre 2003 fand das Jubiläumsfest „750 Jahre Darnewitz“ statt.

### Herkunft des Ortsnamens
Heinrich Sültmann deutet die Ortsnamen 1253 dernewitz, 1472 dermenisse als „Dorndorf“, abgeleitet vom slawischen „tarn“ für „Dorn“.

### Eingemeindungen
Ursprünglich gehörte das Vorwerk zum Stendalischen Kreis der Mark Brandenburg in der Altmark. Zwischen 1807 und 1813 lag der Ort im Kanton Stendal-Land im Distrikt Stendal auf dem Territorium des napoleonischen Königreichs Westphalen. Ab 1816 gehörte das Vorwerk zum Landkreis Stendal.
Das Vorwerk, später ein Wohnplatz, gehörte zum Rittergut Kläden.
Nur im Gemeindelexikon von 1873 ist Darnewitz als Gutsbezirk aufgeführt.
Am 30. September 1928 wurde Darnewitz vom Gutsbezirk Kläden in die Landgemeinde Kläden umgegliedert, da der Gutsbezirk mit der gleichnamigen Landgemeinde vereinigt wurde.

### Einwohnerentwicklung
| Jahr | Einwohner |
| ---- | --------- |
| 1772 | 040       |
| 1790 | 052       |
| 1798 | 031       |
| 1801 | 034       |
| 1818 | 040       |
| 1840 | 104       |
| 1867 | [00]133   |

| Jahr | Einwohner |
| ---- | --------- |
| 1871 | 126       |
| 1885 | 131       |
| 1895 | 118       |
| 1905 | 139       |
| 1993 | [0]60     |
| 2004 | [0]60     |
| 2018 | [0]44     |

| Jahr | Einwohner |
| ---- | --------- |
| 2020 | [00]46    |
| 2022 | [00]46    |
| 2021 | [00]46    |
| 2022 | [0]46     |
| 2023 | [0]46     |

Quelle bis 1905, wenn nicht angegeben:

## Religion
Die evangelische Kirchengemeinde Darnewitz gehörte zur Pfarrei Kläden und wird heute versorgt vom Pfarrbereich Kläden im Kirchenkreis Stendal im Bischofssprengel Magdeburg der Evangelischen Kirche in Mitteldeutschland.
Die ältesten überlieferten Kirchenbücher für Kläden stammen aus dem Jahre 1642.
Die katholischen Christen gehören zur Pfarrei St. Anna in Stendal im Dekanat Stendal im Bistum Magdeburg.

## Kultur und Sehenswürdigkeiten

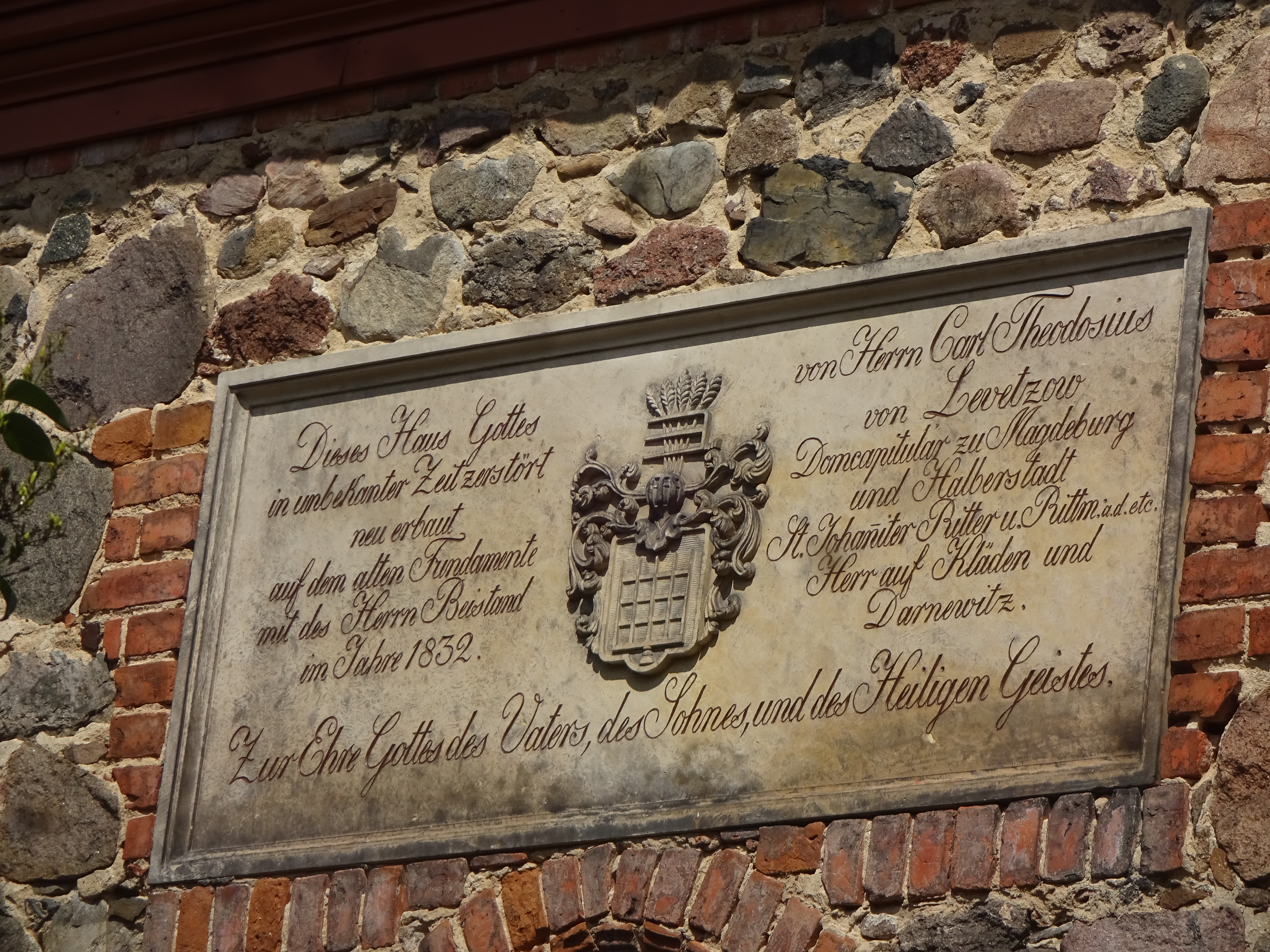
Inschrift an der Dorfkirche Darnewitz

- Die evangelische Dorfkirche Darnewitz, ein neugotischer rechteckiger Feldsteinbau mit Backsteingliederung, stammt der Inschrift am Südportal nach aus dem Jahre 1832. Sie steht etwa 300 Meter außerhalb des Dorfes und wurde als Gutskirche errichtet auf den Fundamenten eines romanischen Vorgängerbaus auf Veranlassung von Carl Theodorius von Levetzow.[23]
- Die Kirche steht auf dem Ortsfriedhof, der mit einer niedriger Findlingsmauer umhegt ist.[13]
- Auf dem Freigelände des „Darnewitzer Findlingsparks“ in einer Streuobstwiese werden 60 Findlinge aus der Region auf Schautafeln erläutert, darunter ist ein über 9 Tonnen schwerer Finding aus Migmatit. Das alte Backhaus wurde zu einem Dorfgemeinschaftshaus und Museum umgebaut.[24][25]
- Eine Scheune und der Meilenstein am südlichen Ortsende stehen unter Denkmalschutz.[26]

### Veranstaltungen
Im Dorf finden gelegentlich Veranstaltungen in Rahmen der Reihen „Darnewitzer Musikstunde“, „Altmärkisches Musikfest“ oder „Tag des Geotops“ statt.

### Vereine
Der im Jahr 2000 gegründete Heimatverein „Wir für Darnewitz e. V.“ kümmert sich um die Förderung von Initiativen und Veranstaltungen im Dorf. Er betreut auch den Findlingspark.

## Sage und Spukgeschichte
Einer im Dorf erzählten Sage nach hatte der frühere Gutsherr Ärger mit dem Klädener Pastor und er hatte daher seine eigene Kirche errichten lassen.
Auf dem Kirchsteig zwischen Grassau und Darnewitz soll des Nachts zur Geisterstunde ein Hund sitzen und greulich winseln und bellen.

## Verkehr
Von der Landesstraße 15 Richtung Schinne abbiegend erreicht man nach zwei Kilometern auf der linken Seite die Abzweigung nach Darnewitz. Von hier sind es zwei weitere Kilometer bis zu dem Dorf.
Es verkehren Linienbusse und Rufbusse von stendalbus. Der nächste Bahnhof ist im Nachbarort Kläden an der Bahnstrecke Stendal–Uelzen.